# Statsdannelsesdag i Kroatien
Statsdannelsesdag i Kroatien (kroatisk: Dan državnosti) er en national helligdag i Kroatien som markeres den 25. juni hvert år. Det er årsdagen for, at landet i 1991 erklærede sig selvstændigt fra Jugoslavien.

## Historie
I slutningen af 1980-erne svækkedes kommunistregimerne i Øst- og Centraleuropa. Stadig flere krævede kommunistregeringernes afskaffelse og indførelse af en demokratisk ordning, hvilket blev symboliseret ved Berlinmurens fald i 1989. Disse forandringer påvirkede tillige det daværende Jugoslavien, hvor det regerende kommunistparti i slutningen af 1980-erne mistede sin politiske autoritet til fordel for de nationalistiske bevægelser som voksede frem i de forskellige delrepubliker i det daværende Jugoslavien. Voksende serbisk hegemoni førte til en stadigt voksende selvstændighedsbevægelse i Kroatien. I 1990 blev afholdt det første flerpartivalg i årtier i den dengang kroatiske delrepublik. Ved valget fik det nationalistiske konservative politiske parti Den kroatiske demokratiske union flest stemmer. Den 19. maj 1991 blev afholdt en folkeafstemning om selvstændighed hvor 93,24 % af de deltagende stemte for uafhængighed. Den 25. juni 1991 erklærede sig Kroatien selvstændigt fra Jugoslavien.
Nationaldagen må ikke forveksles med Selvstændighedsdagen, som markeres den 8. oktober. Selv om landet erklærede sig selvstændigt den 25. juni, varede det på grund af Brijunideklarationen, som dikterede en tre måneder lang moratorium, førend beslutningen om selvstændighed kunne implementeres fuldt ud.   
Frem til år 2002 markeredes nationaldagen den 30. maj, hvilket er årsdagen for, at det første kroatiske flerpartiparlament blev konstitueret. Denne dag er siden 2002 en mindedag kaldet Det kroatiska parlaments dag, og nationaldagen markeres i stedet den 25. juni.